# Carmela Bucalo
Carmela Bucalo, detta anche Ella (Barcellona Pozzo di Gotto, 27 giugno 1963), è una politica italiana, senatrice della Repubblica Italiana della XIX legislatura.

## Biografia
Direttore dei servizi generali e amministrativi scolastici, alle elezioni politiche del 4 marzo 2018 viene eletta deputata per Fratelli d'Italia nel Collegio plurinominale Sicilia 2 - 01.
Alle elezioni del 2022 è candidata al Senato dal centrodestra nel collegio uninominale Sicilia - 06 (Messina) e come capolista di Fratelli d'Italia nel collegio plurinominale Sicilia - 01 e in seconda posizione nel Sicilia - 02. Sconfitta di misura all'uninominale (29,40% contro 29,96%) da Dafne Musolino di Sud Chiama Nord, ottiene l'elezione nel collegio plurinominale.